# 損保アジャスタ
アジャスター制度（損保アジャスタ）とは、一般社団法人日本損害保険協会（以下、損保協会）による資格制度のことである。
アジャスターとは、損保協会に加盟する保険会社の「保険事故」の損害調査業務を行う者で、同協会にアジャスター登録された者を言う。

## アジャスターの種類とランク[2]

### アジャスターの種類
1. 技術アジャスター ：「保険事故」に関し、損害車両の損害額、事故の原因および損傷部位と事故 との技術的因果関係の調査確認ならびにそれらに付随する業務を行う。
2. 特殊車アジャスター：特殊車両（建設機械等の特殊な構造を有する自動車、特種な用途に使用する 自動車等）に関し、技術アジャスターと同様の業務を行う。

### 技術アジャスターの技能ランク
技術アジャスターには、技能ランクが定められており、新たにアジャスターとなった者は「見習」ランクに登録される。その後、一定の条件を満たした者は、上位のランクに自動的に登録さる。見習、初級、3級、2級、1級(停止中)の5ランクが設定されている。

## 技術アジャスターの登録要件[3]
技術アジャスターの登録には、筆記試験・見積試験(3級以上)合格のほか、必要期間(初級以上)、基礎研修受講が必要となる。

### 見習
- 受験資格

　　特になし。（ただし、以下に該当する者を除く）
　　・暴力団員（暴力団員ではなくなった日から５年を経過しない者を含む。）、暴力団準構成員、暴力団関係企業その他の反社会的勢力（以下「反社会的勢力」という。）に該当する
　　・反社会的勢力に対して資金等を提供し、または便宜を供与するなどの関与をしている
　　・反社会的勢力を不当に利用している
　　・反社会的勢力と社会的に非難されるべき関係を有している
　　・自らまたは第三者を利用して、暴力、脅迫、威力または詐欺的言動その他違法ないし不当な言動を行っている
- 試験科目

　　筆記試験(60分)：正誤式、選択式。
　　試験難度は、国産の乗用車を対象とし、３級自動車整備士資格試験および自動車車体整備士資格試験程度とする。
　　　1.関係法令の初歩的知識
　　　2.自動車工学に関する初歩的知識
　　　3.自動車の構造・機能に関する初歩的知識
　　　4.自動車の損害の適正評価に関する初歩的知識【見積書作成および指数など修理料金算定関係は除く】
　　　5.適正な保険金支払いのための基礎的知識
- 合格基準

　　100点を満点として、60点以上で合格
- 基礎研修

　　見習前半コース、見習後半コースの履修

### 初級
- 受験資格

　　見習技術アジャスターの登録をしている者で、試験実施日までに「見習コース」を履修済（試験 実施日の属する週に「見習コース」を履修する予定である場合を含む。）であること。　
- 試験科目

　　筆記試験：正誤式、選択式および記述式。
- 合格基準

　　100点を満点として、60点以上で合格
- 基礎研修

　　初級Ａコース、初級Ｂコースの履修
- 必要期間

　　見習登録後４か月を経過した者

### 3級
- 受験資格

　　次の（１）､（２）の２つの要件を同時に充たすこと。 
1. 前々年度末までに初級技能ランクに登録していること
2. 前年度末までに｢初級Ａコース｣および｢初級Ｂコース｣の研修を履修済であること。

- 試験科目

1. 筆記試験(120分)：正誤式、選択式および記述式。
2. 見積試験(90分)：選択式および記述式。主に見積試験出題車種（写真による）の損害見積書作成に関する事項。

- 合格基準

　　筆記試験は、100点を満点(配点:ﾏｰｸｼｰﾄ 80点、記述20点)として、60点以上で合格。見積試験は、100点を満点として、65点以上で合格。
　　但し、いずれか一方の試験に合格した場合は翌年度及び翌々年度はその試験は免除になる。
- 基礎研修

　　３級コースの履修
- 必要期間

　　試験日が属する年度の末日までに 初級登録後満２年を経る者

### 2級
- 受験資格

　　次の（１）､（２）の２つの要件を同時に満たすこと。
1. 翌々年4月1日以前の３級技能ランク登録者であること。
2. 翌年度末までに「３級コース」の研修を履修済であること。

- 試験科目

1. 筆記試験(120分)：正誤式、選択式および記述式。
2. 乗用車見積試験(90分)：選択式および記述式。主に見積試験出題車種（写真による）の損害見積書作成に関する事項。
3. 貨物車見積試験(90分)：同上。但し、試験時間は異なるが、試験区分としては乗用車・貨物車で一つの「見積試験」となる

- 合格基準

　　筆記試験は、100点を満点(配点:ﾏｰｸｼｰﾄ 80点、記述20点)として、60点以上で合格。見積試験は、100点を満点(配点：乗用車70 点、貨物車30 点)として、65点以上で合格。
　　但し、いずれか一方の試験に合格した場合は翌年度及び翌々年度はその試験は免除になる。
- 基礎研修

　　２級コースの履修
- 必要期間

　　試験日が属する年度の末日までに ３級登録後満３年となる者

### 1級
現在停止中のため受験不可

## 特殊車アジャスターの登録要件
- 受験資格

　　特になし。（ただし、以下に該当する者を除く）
　　・暴力団員（暴力団員ではなくなった日から５年を経過しない者を含む。）、暴力団準構成員、暴力団関係企業その他の反社会的勢力（以下「反社会的勢力」という。）に該当する
　　・反社会的勢力に対して資金等を提供し、または便宜を供与するなどの関与をしている
　　・反社会的勢力を不当に利用している
　　・反社会的勢力と社会的に非難されるべき関係を有している
　　・自らまたは第三者を利用して、暴力、脅迫、威力または詐欺的言動その他違法ないし不当な言動を行っている
- 試験科目

1. 筆記試験(90分)：正誤式、選択式および記述式。

　　　　Ａ分野（関係法令・省令・政令・規則等に関する知識）
　　　　Ｂ分野（自動車工学に関する知識）
　　　　Ｃ分野（自動車の構造･機能に関する知識）
　　2.見積試験：記述式。主に見積試験出題車種（写真による）の損害見積書作成に関する事項に関して。
- 合格基準

　　いずれも100点を満点として、60点以上で合格。
　　但し、いずれか一方の試験に合格した場合は翌年度及び翌々年度はその試験は免除になる。

## 一般社団法人　全国技術アジャスター協会
全国技術アジャスター協会は、損保協会に登録されている技術アジャスターおよび特殊車アジャスターで、入会審査で承認され入会した者により構成されている一般社団法人である。
　入会には、日本損害保険協会に登録されている技術アジャスターおよび特殊アジャスターであり、かつ、アジャスター業務そのもので生計がたてられる者である必要がある。

### 設立
1975年（昭和50年）9月

### 会員数
303名(2018年5月現在)

### 活動内容
- 総務関係：協会所属のアジャスターの登録、試験、基礎研修、福利厚生など会員に係わる基本業務。
- 技術研修関係：会員への技術資料・情報の提供、ランク試験対応研修等のほか、会員の得意専門分野である「輸入車」「トラック」「特殊車両」については、教育チームを設置し、技術研究員・特別研究員が資料の収集、教材の作成、研修会の実施にあたっている。
- 事業関係：「輸入車」「トラック」を中心とした事故車修理費簡易見積りシステム【アセスプロII】を2002年にコグニビジョン(株)と共同開発し、システムのメンテとデータ作成を全技協が、販売をコグニビジョン(株)が行なってる。また、全技協発足以来、事故車損害見積の基礎資料となっている自動車部品価格表【アジャスターパーツガイド】の作成と販売も行っていたが、現在はシステム方式に一本化している。

## 医療アジャスター
損害保険会社や損害保険調査会社には、技術アジャスターの他、自動車事故等の際の医療調査を行うアジャスターがおり、こちらは医療アジャスターと呼ばれる。
損保協会による資格制度はなく、主として各社内資格により認定される。